# Lillasjön (Långareds socken, Västergötland)
Lillasjön är en sjö i Alingsås kommun i Västergötland och ingår i Göta älvs huvudavrinningsområde.